# Centropyge boylei
Centropyge boylei är en fiskart som beskrevs av Richard L. Pyle och John E. Randall 1992. Centropyge boylei ingår i släktet Centropyge och familjen Pomacanthidae. IUCN kategoriserar arten globalt som livskraftig. Inga underarter finns listade i Catalogue of Life.